# Buddhist Digital Resource Center
Il Buddhist Digital Resource Center (BDRC), precedentemente chiamato Tibetan Buddhist Resource Center (TBRC) è un'organizzazione non profit 501(c)(3) dedicata alla ricerca, la conservazione, l'organizzazione e la diffusione della letteratura buddhista. Unendo la tecnologia digitale con la ricerca accademica, BDRC assicura che il sapere antico e i tesori culturali della tradizione della letteratura buddhista non vengano persi. Il Buddhist Digital Resource Center è stato fondato nel 1999 da E. Gene Smith e si trova a Cambridge, Massachusetts. Ospita la più grande collezione di testi tibetani digitalizzati al mondo. I programmi attuali si concentrano sulla conservazione dei testi in pali, cinese, sanscrito e tibetano.
La sede centrale di BDRC a Harvard Square facilita la cooperazione con l'Università di Harvard. La BDRC ha anche uffici a Nuova Delhi, in India e Kathmandu, in Nepal, ed è collegata alla Biblioteca E. Gene Smith della Southwest University for Nationalities di Chengdu, in Cina.

## Storia

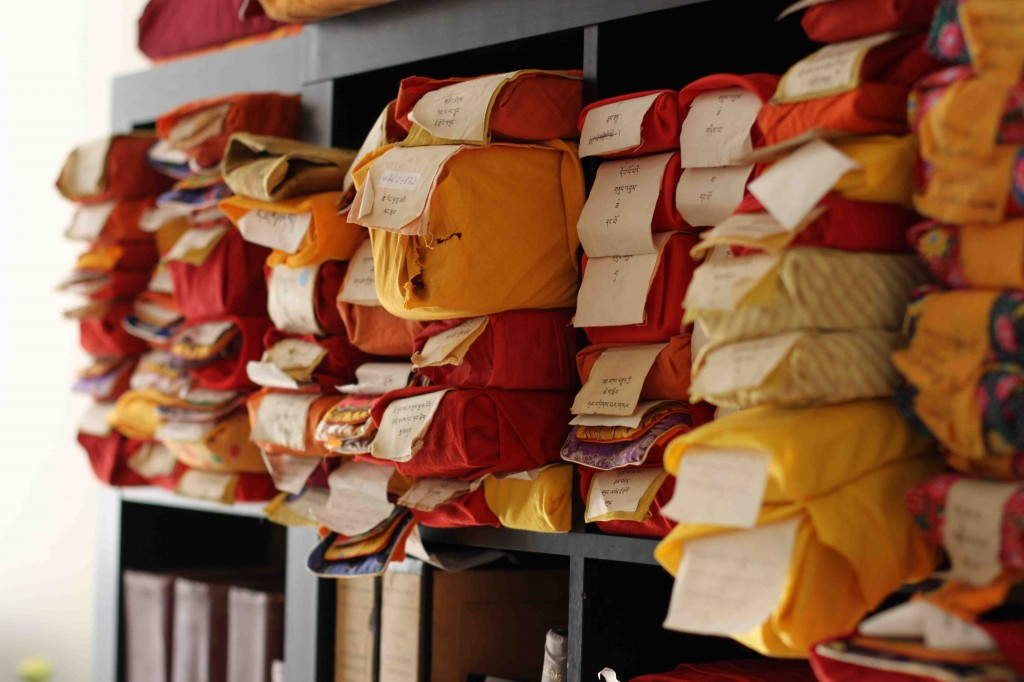
Testi tradizionali tibetani

All'inizio degli anni '60 E. Gene Smith, mentre lavorava al suo dottorato di ricerca presso l'Università di Washington, studia con il Venerabile Dezhung Rinpoche. Nel 1964, Dezhung Rinpoche incoraggia Smith a trasferirsi in India per cercare e studiare i libri tibetani più direttamente. Diede a Smith lettere di presentazione da mostrare ai lama che vivevano nella diaspora tibetana.
Nel 1968 la Biblioteca del Congresso degli Stati Uniti assume Smith come direttore sul campo a Nuova Delhi, dove lavora allo sforzo umanitario Food for Peace, legge pubblica 480. Attraverso il programma, Smith inizia a copiare e stampare migliaia di testi tibetani mantenendo una versione di ciascuno uno per la sua collezione. Nel 1985 si trasferisce dall'India all'Indonesia e poi si trasferisce in Egitto, insieme alla sua raccolta di 12.000 volumi di testi.
Nel 1997 Smith si ritira dalla Biblioteca del Congresso e inizia a lavorare per attuare la sua visione di rendere accessibili i testi conservati usando le nuove tecnologie di scansione e digitalizzazione che, a quel tempo, stavano appena iniziando a diventare disponibili. Nel 1999 fonda a Cambridge il Tibetan Buddhist Resource Center (TBCR) insieme ad alcuni amici tra cui il professore di Harvard e il collega tibetologo Leonard van der Kuijp. I testi di Smith digitalizzati dall'India al TBRC sono diventati la base per gli studi tibetani negli Stati Uniti.
Nel 2002 con il sostegno di Shelley e Donald Rubin, il TBRC si trasferisce a New York, dove Smith diviene consulente del Rubin Museum of Art. Le sovvenzioni della Fondazione Patricia e Peter Gruber, della Fondazione Khyentse e della Fondazione Shelley e Donald Rubin hanno consentito alla TBRC di acquisire un numero significativo di testi, sviluppare il suo sistema di archiviazione e aggiungere altro personale professionale. Iniziando come direttore tecnico nel 2001, Jeff Wallman è stato personalmente selezionato da Smith come direttore esecutivo ed è stato nominato dal consiglio di amministrazione nel 2009.
Gene Smith è morto il 16 dicembre 2010. Al momento della sua morte il TBRC aveva scannerizzato 7 milioni di pagine di testi tibetani.
Nel 2017, il TBRC ha annunciato l'espansione della missione istituzionale per includere la conservazione dei testi in lingue oltre il tibetano, compresi il sanscrito, il pali e il cinese. Per riflettere questa espansione, hanno ufficialmente cambiato il nome organizzativo da Tibetan Buddhist Resource Center (TBRC) a Buddhist Digital Resource Center (BDRC). Nel 2017, il BDRC inizia a preservare e rendere testi accessibili in lingue oltre il tibetano, a partire da pali, sanscrito e cinese.

## I lavori del BDRC
Il BDRC cerca e conserva i testi non ancora scoperti, li organizza in un sistema di catalogo delle biblioteche e diffonde la biblioteca online e in posizioni remote su hard disk in modo che chiunque possa leggere, stampare o condividere i testi. I testi sono catalogati per lavoro, genere, soggetto, persona e luogo.
Attualmente, la raccolta contiene oltre 26.000 opere (72.000 volumi, per un totale di quasi 15 milioni di pagine) di testi tibetani. Studiosi e studenti sono in grado di studiare le qualità fisiche dei testi poiché le scansioni sono ricercabili e ingrandibili.
Ogni anno vengono aggiunte tra le 500.000 e le 1.000.000 di pagine.
Il lavoro del centro è stato riconosciuto dal diciassettesimo Karmapa Ogyen Trinley Dorje in una lettera che offre il suo sostegno, gratitudine e preghiere. La vita di Gene Smith e la TBRC sono state oggetto del documentario del 2012 Digital Dharma, diretto da Dafna Yachin di Lunchbox Communications. Il critico cinematografico di Variety John Anderson ha descritto il film come "Un dono divinamente ispirato... anche un omaggio affettuoso al defunto E. Gene Smith, studioso, bibliotecario ed ex-mormone che ha intrapreso una lotta di 50 anni per salvare i testi in pericolo del buddismo tibetano".

## BDRC e Harvard
Nell'estate 2012 BDRC si è trasferito di nuovo a Harvard Square a Cambridge, MA, dove il personale selezionato da Smith continua la sua missione in corso di conservazione e accesso alla letteratura tibetana.
In collaborazione con l'Open Access Project (HOAP) dell'Università di Harvard, il BDRC sta rendendo completamente aperta la sua intera biblioteca. Il centro coordina anche i tirocini con studenti laureati della Harvard Divinity School e del Dipartimento di Studi dell'Asia meridionale ad Harvard.